# Balon (dekoracja)

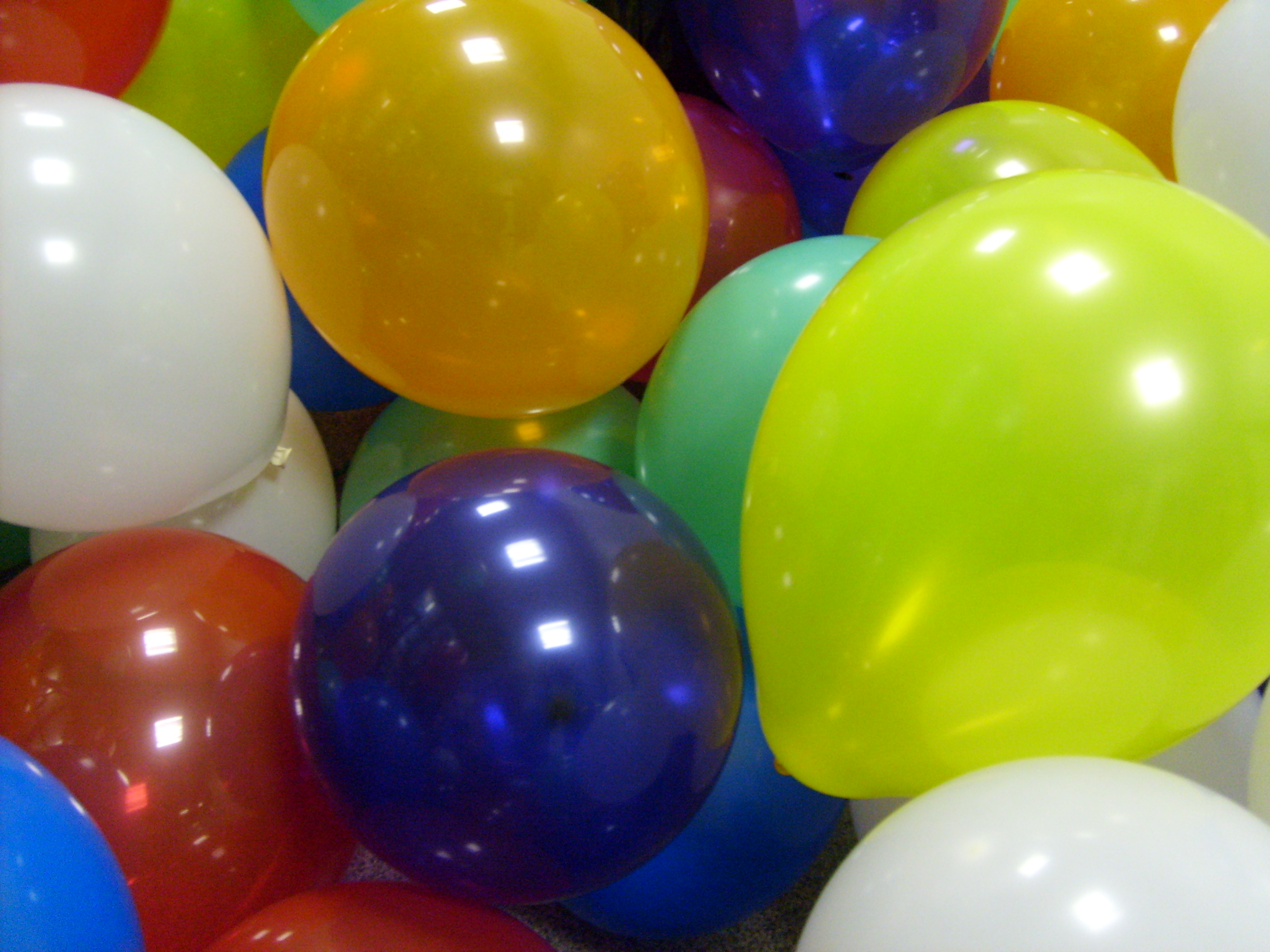
Baloniki w różnych kolorach

Balon – przedmiot wykonany z bardzo elastycznej gumy lub lateksu, czasami z folii. Może mieć różne kształty, ale najczęściej jest kulisty. Balony innych kształtów wytwarza się zmieniając grubość ich ścianek – tam gdzie ścianka jest grubsza, mniejsza staje się krzywizna balonu po napompowaniu. Balon musi być szczelny, posiada jedynie mały otwór umożliwiający napompowanie. Zazwyczaj wypełniany jest powietrzem lub helem (w tym drugim przypadku unosi się do góry). Balony służą do dekoracji pomieszczeń, w których odbywają się przyjęcia. Wykorzystywane są także jako zabawka dla dzieci (na przykład w charakterze piłki).

## Historia powstania
Pierwsze balony znane ludzkości wykonane były z wnętrzności zwierząt, głównie jelit. Balony przypominające te dzisiejsze powstały w roku 1824 w Londynie. Michael Faraday wykorzystywał je w laboratorium do eksperymentów z wodorem. W 1847 roku, podczas prac nad wynalezieniem nowego materiału na dętki, naukowiec o nazwisku Ingram przypadkowo wynalazł pierwsze balony sprzedawane jako zabawki na ulicach Londynu. Wyciął on z kartonu głowę kota, zanurzył w naczyniu z lateksem i napompował około 2 000 takich zabawek. Masowa produkcja balonów rozpoczęła się w roku 1930[niewiarygodne źródło?].